# Клавиере
Клавиѐре (на италиански: Claviere; на пиемонтски: Claviè, Клавие, на окситански: Clavieras, Клавиерас, на френски: Clavières, Клавиер) е село и община в Метрополен град Торино, регион Пиемонт, Северна Италия. Разположено е на 1760 m надморска височина. Към 1 януари 2020 г. населението на общината е 204 души, от които 39 са чужди граждани.